# Lista chorążych reprezentacji Kataru na igrzyskach olimpijskich
Lista chorążych reprezentacji Kataru na igrzyskach olimpijskich – lista zawodników i zawodniczek reprezentacji Kataru, którzy podczas ceremonii otwarcia nowożytnych igrzysk olimpijskich nieśli flagę Kataru.

## Chronologiczna lista chorążych
| Lp. | Rok i miejsce     | Chorąży                  | Dyscyplina    |
| --- | ----------------- | ------------------------ | ------------- |
| 1   | 1984, Los Angeles | Waheed Khamis Al-Salem   | Lekkoatletyka |
| 2   | 1988, Seul        | b.d.                     |               |
| 3   | 1992, Barcelona   | b.d.                     |               |
| 4   | 1996, Atlanta     | Ibrahim Ismail           | Lekkoatletyka |
| 5   | 2000, Sydney      | Ibrahim Ismail           | Lekkoatletyka |
| 6   | 2004, Ateny       | Khalid Habash Al-Suwaidi | Lekkoatletyka |
| 7   | 2008, Pekin       | Nasser Al-Attiya         | Strzelectwo   |
| 8   | 2012, Londyn      | Bahya Mansour Al Hamad   | Strzelectwo   |
| 9   | 2016, Rio         | Ali Al-Thani             | Jeździectwo   |
| 10  | 2020, Tokio       | Tala Abujbara            | Wioślarstwo   |
| 10  | 2020, Tokio       | Mohamed Al Rumaihi       | Strzelectwo   |